# ソピアー

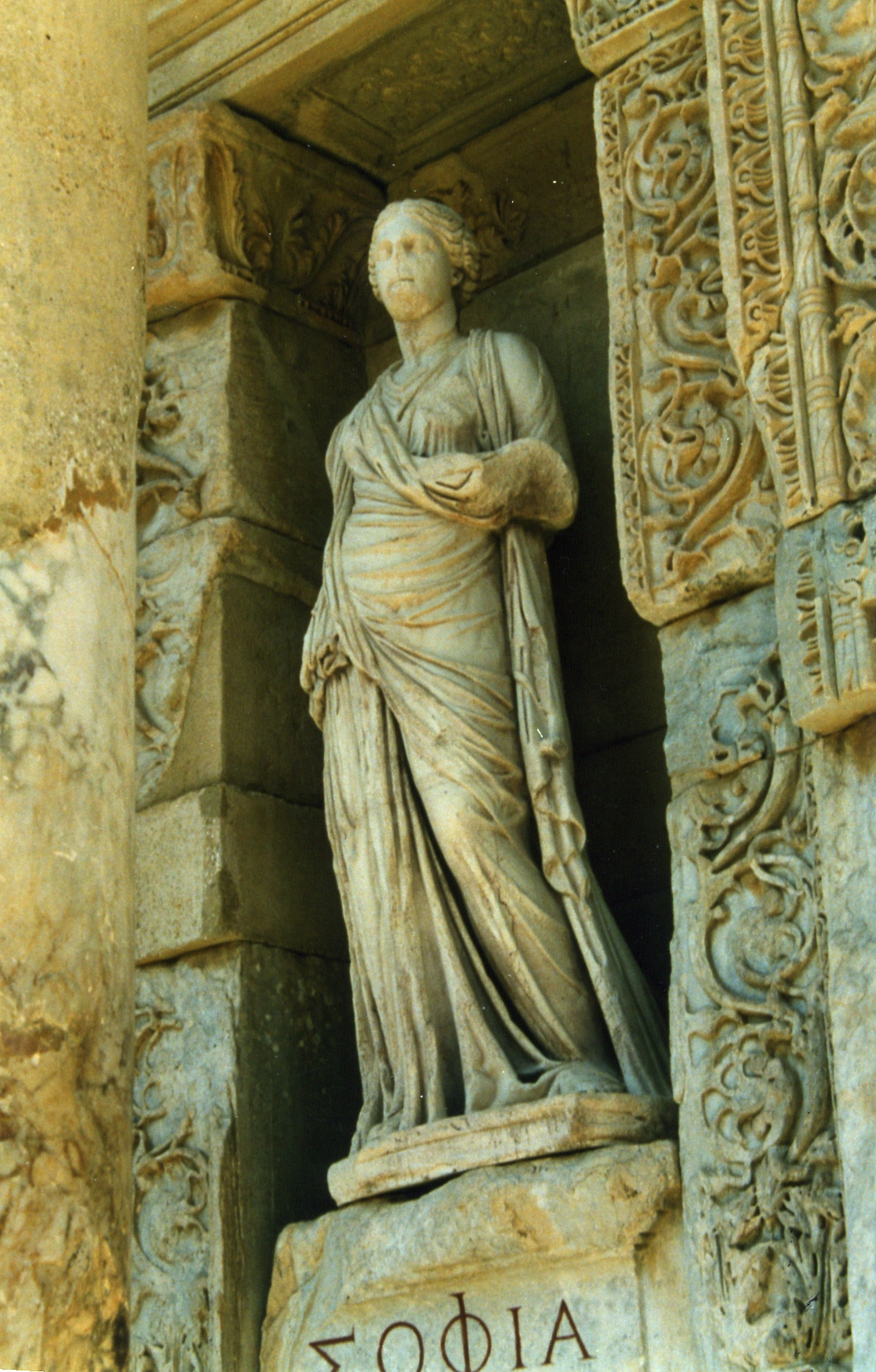
人の形をとった智慧の女神ソピアー,ケルスス図書館,トルコ

ソピアー (ソピア)、ソフィアー (ソフィア)（古希: σοφία、古代ギリシア語ラテン翻字: sophía、羅: sapientia、英: wisdom）とは、古代ギリシア語で、「知恵（智慧）」「叡智」を意味する語。

## 概要

### 古代ギリシャ
ソピアー (ソピア)（古希: σοφία、古代ギリシア語ラテン翻字: sophía）は、「賢い」を意味する形容詞「ソポス」（古希: σοφός、古代ギリシア語ラテン翻字: sophós）から派生した語彙であり、同じくここから派生したソフィスト（ソピステース、古希: σοφιστής）といった語彙の用法からも分かるように、元来は高度な意味は含まれておらず、プロネーシス（古希: φρόνησις）と同じく、「何かに熟達した賢さ、賢明さ、知恵」を表す語彙に過ぎなかった。
しかし、ピュタゴラスが使い始めたとされる「ピロソピアー (ピロソピア)」（古希: φιλο-σοφία、愛-知 (愛-智)、哲学）という語彙を、プラトン等が継承・普及させると、アリストテレスの『ニコマコス倫理学』第六巻第七章でも定義されているように、ソピアー（ソピア）（古希: σοφία、古代ギリシア語ラテン翻字: sophía）は、「秘教的な高度・究極的な知 (智)」を意味するようになり、以降、後世ではこの意味・用法が継承されることになった。

### ヘレニズム
古代ヘレニズム世界で、智慧を象徴する女神とも考えられた。グノーシス主義やユダヤ教などではアイオーンの名で、この世の起源に関して重要な役割を持つ。人間の救済における元型象徴とも見なせる。

### キリスト教
キリスト教におけるソピアーは神の知恵を表している。日本の文献では早くとも16世紀末から上智（じょうち）という訳語が用いられる。後世には知恵、叡智とも訳され、日本ハリストス正教会では睿智（えいち）と訳される。

## グノーシス主義
グノーシス主義のウァレンティノス派などのソピアー神話では、プレーローマでの最低次アイオーンで、知られざる先在の父（プロパトール）を理解したいという彼女の欲望によって、この世が生み出された。
人間の「心魂」（魂を表すグノーシス主義用語）の象徴でもあり、ソピアーの落下と救済は、人間の心魂の地上への失墜と救済の可能性の神話元型となっている。
絵画などでは、体を大地に対して弓なりにし、牛の頭をした女性で描かれることが多い。

## キリスト教
「知恵」は旧約聖書（ヘブライ語聖書）においても女性名詞で擬人化されている箇所がいくつかある。グノーシス神話のようなソピアーと創造とのかかわりについては、箴言8章22-31節にそれらしき記述がある。そこでは、創造主ヤハウェの御業（みわざ）の初めとして世界創造に先立ちまず「知恵」が造られ、彼のかたわらで名匠（巧みな者）として楽しんでいたということが「知恵」自身の独白という形で告げられている。これはユダヤ教・キリスト教において単に「主は知恵を用いて世を造った」という意味だと解されることもあるが、キリスト教においては「知恵とはイエス・キリストのことである」と解釈される場合がある。
ヘブライ語聖書のギリシア語訳である七十人訳聖書では、ヘブライ語で知恵を意味する「ホクマー」はソピアーと訳出された。
イエス・キリストの十字架（スタウロス）での受難は、キリスト教の福音書記者によって記され、イエスの受難も、上智の落下と救済事件のなかの要素として描かれている。
この場合、イエスはアイオーンであり、それゆえ肉体を持たないので、受難しなかったという説もあり、これは仮現論（ドケティズム）に通じる。

## 象徴主義
元々ギリシア語では、知恵という意味の名詞であり、ギリシア神話では神格化されていなかったが、ヘレニズム時代以降、グノーシス主義とも関連して神格化が進む。しかし、独自の女神としての崇拝は希薄である。
智慧・叡智の重視、あるいは崇拝は、古代ギリシアの哲学からある。智慧（sophia）は女性名詞なので、擬人化して把握される傾向があった。キリスト教における聖母マリアは、「神の母（テオトコス）」の称号を備えていたが、ソピアーの智慧の女神としての側面を吸収して、古代のソピアーに取って代わった。　